# 橘町 (神奈川県)
橘町（たちばなまち）はかつて神奈川県足柄下郡に位置していた町。1971年（昭和46年）、隣接の小田原市と合併し、神奈川県小田原市となった。

## 橘町の歴史
- 1889年（明治22年）4月1日、町村制の施行により以下の町村が発足した。
小船村、中村原村、上町村、沼代村、小竹村、淘綾郡山西村（一部）が合併し、下中村になる。
前川村、羽根尾村、淘綾郡川匂村（一部）の村が合併し前羽村になる。
- 1955年（昭和30年）4月1日 下中村と前羽村が合併し、町制施行で橘町が発足。
- 1971年（昭和46年）4月1日 橘町が小田原市に編入される。

大字前川は国府津をはさんで東西に分かれているため、西部分（現在の小田原シティーモール付近）は小田原市に囲まれた飛び地となっていた。

## 特産品
小田原市橘地区（旧橘町）は江戸時代から良質な柑橘栽培地として有名だったが、現在ではウメを中心とする漬物製造業がさかんである。特に、相州梅干、桜花漬、イカの塩辛が有名で、桜花漬については全国のおよそ8割がこの地域周辺で生産されている。
また、旧下中村にあたる北部は、農業が盛んであり、今日でもタマネギと乳牛の産地として知られている。

## 学校

### 小学校
公立
- 橘町立前羽小学校
- 橘町立下中小学校

### 中学校
公立
- 橘町立橘中学校

## 文化財
- 相模人形芝居 下中座 - 1953年（昭和28年）神奈川県指定無形文化財。1969年（昭和44年）国の記録作成等の措置を講ずべき無形の文化財に選択された[1]。

## 関連有名人

### 歴史上の人物
- 中村宗平、武士、中村党を率いる。土肥実平、土屋宗遠らの父、小早川遠平の祖父。

### 橘町ゆかりの有名人
- 北村透谷、作家。前川長泉寺に家族で仮住まい。『エマーソン』の執筆を準備。島崎藤村の来訪を得ている。
- 西川伊左衛門、人形遣い。江戸系人形浄瑠璃の人形遣いとして、下中座などに技術指導を行った。
- 中条精一郎、建築家。宮本百合子の父。前川に別荘があった。
- 浅羽佐喜太郎、医師。ベトナム独立運動の指導者潘佩珠(ファン・ボイ・チャウ)を支援した。
- 佐藤大寛、日本画家。
- 新井恵美子、ノンフィクション作家。前川に疎開。